# ورزشگاه ۱۵۰۰۰ نفری ارومیه
ورزشگاه ۱۵۰۰۰ نفری ارومیه یک ورزشگاه فوتبال در ارومیه، ایران است.
این ورزشگاه که در سال ۱۳۸۳ شروع به ساخت شده در ۲۳ آبان ۱۳۹۸ توسط اسحاق جهانگیری افتتاح شده و ظرفیت آن ۱۵٬۰۰۰ نفر می‌باشد. برای احداث این ورزشگاه بیش از ۱۱۰۰ میلیارد ریال هزینه شد